# منطقة القص سييرا بالينا

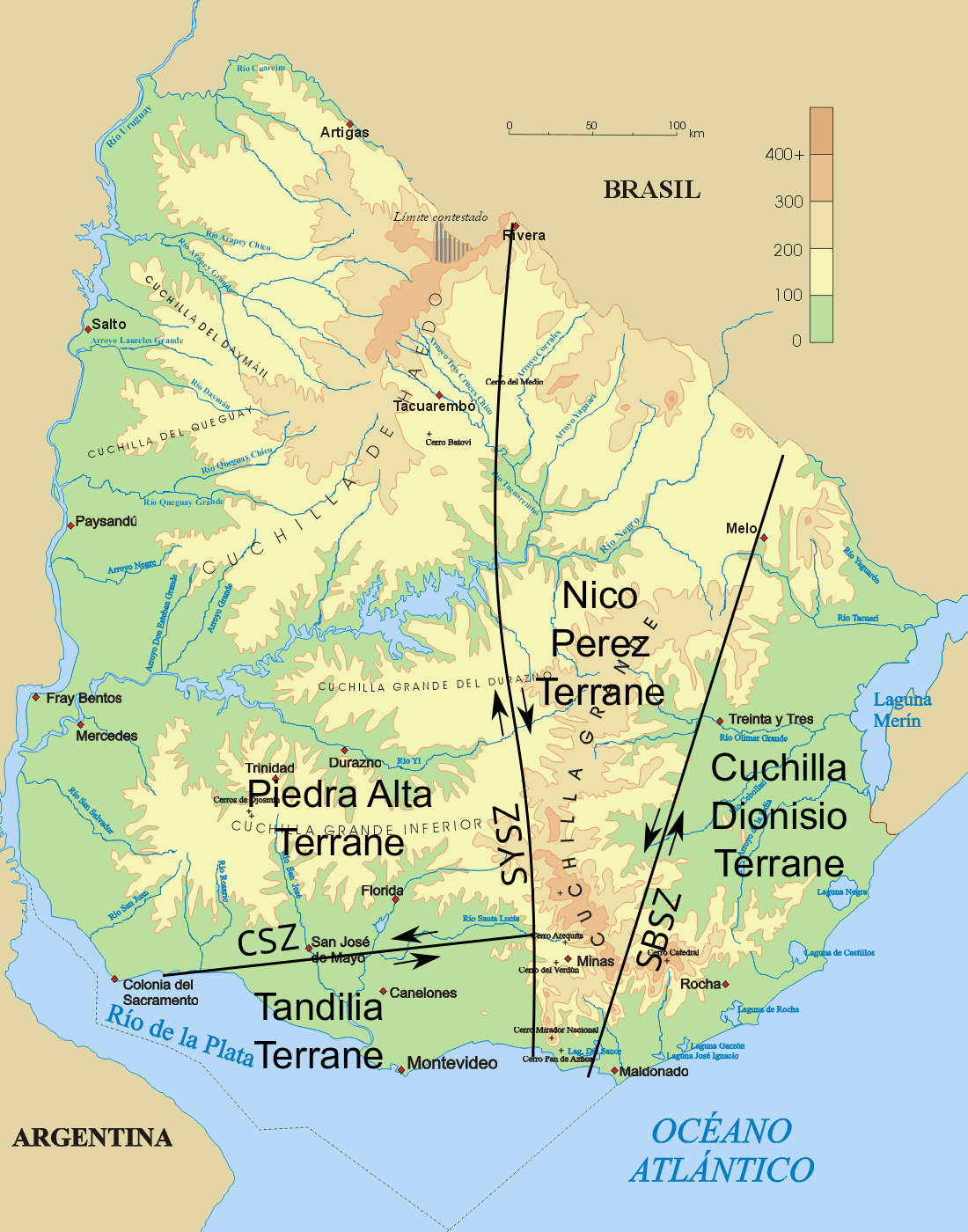
مناطق القص والتيران في أوروغواي (غوشيه وآخرون ، 2008). منطقة القص سييرا بالينا تحمل علامة "SBSZ". إلى الغرب منطقة القص ساراندي ديل يي تحمل علامة "SYSZ".

منطقة القص سييرا بالينا أو SBSZ هو منطقة القص مشكلة من صدع الانزلاق المضربي يعبر درع الأوروغواي في شرق أوروغواي والولاية البرازيلية ريو غراندي دو سول. كان آخر نشاط للنظام في مرحلة دهر ما قبل الكامبري. 